# Andretti Bain
Andretti Bain (* 1. Dezember 1985 in Nassau) ist ein bahamaischer Sprinter.
Bei den Olympischen Spielen 2008 in Peking gewann Bain mit der 4-mal-400-Meter-Staffel die Silbermedaille.
Im Einzelwettbewerb über 400 Meter schied er mit 45,52 s im Halbfinale aus.

## Persönliche Bestleistungen

### Freiluft
- 400 m: 44,62 s, 14. Juni 2008, Des Moines
- 400 m Hürden: 51,65 s, 29. März 2008, Arlington

### Halle
- 400 m: 46,02 s, 14. März 2008, Fayetteville